# Nowa Sól (gmina wiejska)
Nowa Sól – gmina wiejska w województwie lubuskim, w powiecie nowosolskim. W latach 1975–1998 gmina położona była w województwie zielonogórskim.
Siedziba gminy to Nowa Sól.
Według danych z 30 czerwca 2004 gminę zamieszkiwało 6541 osób.

## Struktura powierzchni
Według danych z roku 2002 gmina Nowa Sól ma obszar 176,21 km², w tym:
- użytki rolne: 36%
- użytki leśne: 55%

Gmina stanowi 22,87% powierzchni powiatu.

## Demografia

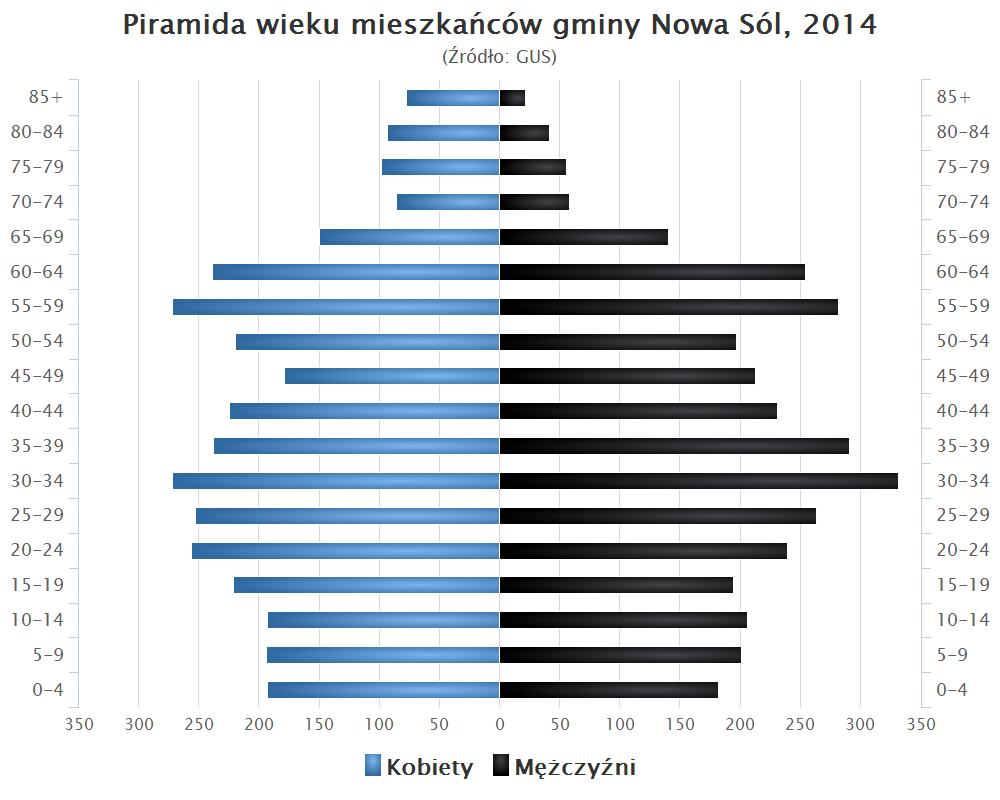
Piramida wieku mieszkańców gminy Nowa Sól w 2014 roku

Dane z 30 czerwca 2004:
| Opis                              | Ogółem | Ogółem | Kobiety | Kobiety | Mężczyźni | Mężczyźni |
| --------------------------------- | ------ | ------ | ------- | ------- | --------- | --------- |
| jednostka                         | osób   | %      | osób    | %       | osób      | %         |
| populacja                         | 6541   | 100    | 3338    | 51      | 3203      | 49        |
| gęstość zaludnienia (mieszk./km²) | 37,1   | 37,1   | 18,9    | 18,9    | 18,2      | 18,2      |

## Sąsiednie gminy
Bojadła, Bytom Odrzański, Kolsko, Kożuchów, Nowa Sól, Nowe Miasteczko, Otyń, Siedlisko, Sława